# Leonardo Abrahão
Leonardo Abrahão Silveira (São Paulo, 9 de septiembre de 1996) es un jugador de balonmano brasileño que juega de central en el Balomano Granollers. Es internacional con la selección de balonmano de Brasil.
Su primer gran campeonato con la selección fue el Campeonato Mundial de Balonmano Masculino de 2023.

## Palmarés internacional
| Juegos Panamericanos                      | Juegos Panamericanos | Juegos Panamericanos | Juegos Panamericanos |
| Año                                       | Lugar                | Medalla              |                      |
| ----------------------------------------- | -------------------- | -------------------- | -------------------- |
| 2023                                      | Santiago de Chile    | Medalla de plata     |                      |
| Campeonato Sudamericano y Centroamericano |                      |                      |                      |
| Año                                       | Lugar                | Medalla              |                      |
| 2024                                      | Buenos Aires         | Medalla de oro       |                      |

## Clubes
| Club          | País           | Año       |
| ------------- | -------------- | --------- |
| EC Pinheiros  | Brasil         | 2014-2021 |
| Sanjoanense   | Portugal       | 2021-2022 |
| ABC Braga     | Portugal       | 2022-2024 |
| Mudhar Club   | Arabia Saudita | 2024-2024 |
| BM Granollers | España         | 2024-Act. |